# Saison 1960-1961 du Stade rennais UC
Maillots
Chronologie
Saison précédente Saison suivante
La saison 1960-1961 du Stade rennais Université Club débute le 21 août 1960 avec la première journée du Championnat de France de Division 1, pour se terminer le 4 juin 1961 avec la dernière journée de cette compétition.
Le Stade rennais UC est également engagé en Coupe de France. Éliminé dès les trente-deuxièmes de finale, il est ensuite reversé en Coupe Charles Drago.

## Résumé de la saison
Pour sa troisième saison consécutive dans l'élite, le Stade rennais UC doit opérer en début de saison une refonte quasi complète de sa ligne d'attaque. Méano et Ossey sont partis, imités par Théo qui vivra une belle saison couronnée d'un titre de champion avec l'AS Monaco. Dombeck, qui lui reste Rennais, vivra lui une saison cauchemardesque, plombée par une grosse blessure au genou droit. Conséquence, de la ligne d'attaque de 1959-1960, seul reste Mahi.
Pour compenser les départs, les dirigeants rennais recrutent le futur international Jacques Faivre, ainsi que l'ailier oranais Joseph Brotons. Guy Hernas, présent depuis un an au club, gagne en temps de jeu, et l'absence de Dombeck est compensée par le replacement de René Gaulon à l'avant. Le reste du recrutement voit l'arrivée du jeune et prometteur Jean-Claude Lavaud, ainsi que celle d'un nouveau gardien de but en la personne de Louis Ferry.
La saison, elle, sera divisée en deux parties distinctes. Lors de la phase aller, les Rennais rivalisent avec les meilleures équipes françaises et occupent de façon quasi permanente le haut du tableau. Efficace, le duo Mahi-Faivre permet aux « Rouge et Noir » d'occuper à plusieurs reprises la quatrième place, et d'obtenir quelques victoires de prestige, comme par exemple à Saint-Étienne lors de la 11e journée (3 - 1).
La deuxième partie sera nettement moins brillante. Handicapé par les longues absences de Dombeck, mais aussi Cédolin parti en Algérie ou Rouillé, Henri Guérin doit souvent faire avec les moyens du bord pour composer son équipe, en témoigne sa dernière apparition sous le maillot rouge et noir, à 40 ans, lors d'un match disputé à Sedan. Avec trois victoires seulement à l'occasion de la phase retour, le Stade rennais UC dégringole au classement, et atteint la 14e place fin janvier. Insuffisant cependant pour menacer le club d'une éventuelle relégation, l'avance accumulée en début d'exercice étant assez confortable. Le Stade rennais assure d'ailleurs son maintien à trois journées de la fin, en écrasant l'Olympique lyonnais route de Lorient (6 - 1, avec un triplé de Lavaud). Il n'empêche qu'au vu de la première partie de saison réalisée par les joueurs rennais, la quatorzième place finale s'avère décevante.
Décevant, c'est aussi le mot qui convient pour qualifier le parcours rennais en coupes nationales. Le Stade rennais UC sort par la petite porte de la Coupe de France, éliminé par les amateurs de Montargis dès les trente-deuxièmes de finale. La Coupe Drago ne lui sourit pas plus, avec une défaite dès le premier tour sur le terrain du FC Metz (D2).
À l'issue de la saison, Henri Guérin quitte les fonctions d'entraîneur qu'il occupait depuis 1955, et part diriger l'AS Saint-Étienne. Un nouveau cycle s'ouvre pour l'effectif rennais.

## Transferts en 1960-1961
| Nom                           | Nationalité | Provenance/Destination |
| Arrivées                      |             |                        |
| Louis Bodez                   | France      | Stade briochin         |
| Joseph Brotons                | France      | CAL Oran               |
| René Chappez                  | France      | US Clairvaux-les-Lacs  |
| Jacques Faivre                | France      | OGC Nice               |
| Louis Ferry                   | France      | CAL Oran               |
| Armand Fouillen               | France      | Red Star Olympique     |
| Jean Giovannelli              | France      | Véloce vannetais       |
| Jean-Claude Lavaud            | France      | Olympique Hussein Dey  |
| Jean Paugam                   | France      | Stade léonard          |
| Départs                       |             |                        |
| Joseph Donnard                | France      | FC Grenoble            |
| Patrice Mayet                 | France      | RCFC Besançon          |
| Guy Méano                     | France      | AS Cannes              |
| Jacques Niclause              | France      | RC Paris               |
| Monday Ossey                  | Gabon       | Toulouse FC            |
| Théodore Szkudlapski dit Théo | France      | AS Monaco              |

## L'effectif de la saison
| Poste¹ | Nat.² | Nom                    | Naissance         | Sélection³ | Championnat | Championnat | Coupe France | Coupe France | Coupe Drago | Coupe Drago | Total Saison | Total Saison | Notes                                          |
| Poste¹ | Nat.² | Nom                    | Naissance         | Sélection³ | M           | But inscrit | M            | But inscrit  | M           | But inscrit | M            | But inscrit  | Notes                                          |
| ------ | ----- | ---------------------- | ----------------- | ---------- | ----------- | ----------- | ------------ | ------------ | ----------- | ----------- | ------------ | ------------ | ---------------------------------------------- |
| A      | FRA   | André Ascencio         | 4 juin 1938       | -          | 13          | 1           | 1            | 0            | 0           | 0           | 14           | 1            |                                                |
| M      | FRA   | Louis Bodez            | 24 avril 1938     | -          | 9           | 1           | 0            | 0            | 0           | 0           | 9            | 1            |                                                |
| D      | FRA   | Yves Boutet            | 3 décembre 1936   | -          | 38          | 0           | 1            | 0            | 0           | 0           | 39           | 0            |                                                |
| A      | FRA   | Joseph Brotons         | 7 novembre 1936   | -          | 28          | 4           | 1            | 0            | 1           | 1           | 30           | 5            |                                                |
| D      | FRA   | René Cédolin           | 13 juillet 1940   | B          | 8           | 0           | 0            | 0            | 0           | 0           | 8            | 0            | Sous les drapeaux en Algérie pendant la saison |
| A      | FRA   | René Chappez           | 30 décembre 1940  | -          | 1           | 0           | 0            | 0            | 0           | 0           | 1            | 0            |                                                |
| A      | FRA   | Stanislas Dombeck      | 26 septembre 1931 | A          | 3           | 0           | 0            | 0            | 0           | 0           | 3            | 0            |                                                |
| A      | FRA   | Jacques Faivre         | 25 novembre 1932  | -          | 37          | 20          | 1            | 0            | 1           | 0           | 39           | 20           |                                                |
| G      | FRA   | Louis Ferry            | 16 avril 1935     | -          | 28          | 0           | 0            | 0            | 0           | 0           | 28           | 0            |                                                |
| A      | FRA   | Armand Fouillen        | 17 juillet 1933   | -          | 15          | 2           | 0            | 0            | 1           | 0           | 16           | 2            |                                                |
| A      | DAH   | René Gaulon            | 7 juillet 1927    | A          | 26          | 2           | 1            | 0            | 1           | 0           | 28           | 2            |                                                |
| M      | FRA   | Jean Giovannelli       | 4 mars 1939       | -          | 2           | 0           | 0            | 0            | 0           | 0           | 2            | 0            |                                                |
| D      | FRA   | Henri Gouès            | 13 avril 1933     | -          | 38          | 1           | 1            | 0            | 1           | 0           | 40           | 1            |                                                |
| D      | FRA   | Henri Guérin           | 27 août 1921      | A          | 1           | 0           | 0            | 0            | 0           | 0           | 1            | 0            |                                                |
| A      | FRA   | Guy Hernas             | 24 mars 1934      | -          | 27          | 4           | 0            | 0            | 1           | 0           | 28           | 4            |                                                |
| G      | FRA   | Bernard Josse          | 17 janvier 1932   | -          | 4           | 0           | 0            | 0            | 0           | 0           | 4            | 0            |                                                |
| A      | FRA   | Mahi Khennane dit Mahi | 21 octobre 1936   | -          | 38          | 9           | 1            | 0            | 1           | 0           | 40           | 9            |                                                |
| M      | FRA   | Jean-Claude Lavaud     | 18 mai 1938       | -          | 32          | 4           | 1            | 0            | 1           | 0           | 34           | 4            |                                                |
| D      | FRA   | André Le Menn          | 2 mars 1934       | -          | 6           | 0           | 0            | 0            | 1           | 0           | 7            | 0            |                                                |
| A      | FRA   | Rémy Lebret            | 4 février 1936    | -          | 3           | 1           | 0            | 0            | 0           | 0           | 3            | 1            |                                                |
| A      | FRA   | Émile Legangnoux       | 12 février 1925   | -          | 4           | 0           | 0            | 0            | 0           | 0           | 4            | 0            |                                                |
| D      | FRA   | Jean Paugam            | 2 avril 1931      | -          | 14          | 0           | 1            | 0            | 0           | 0           | 15           | 0            |                                                |
| A      | FRA   | Giovanni Pellegrini    | 25 juin 1940      | -          | 0           | 0           | 0            | 0            | 0           | 0           | 0            | 0            |                                                |
| D      | FRA   | Jacques Poulain        | 6 août 1932       | -          | 1           | 0           | 0            | 0            | 0           | 0           | 1            | 0            |                                                |
| G      | FRA   | Jacques Rouillé        | 28 juin 1936      | -          | 6           | 0           | 1            | 0            | 1           | 0           | 8            | 0            |                                                |
| M      | FRA   | Stephan Ziemczak       | 14 août 1936      | B          | 36          | 1           | 1            | 0            | 1           | 0           | 38           | 1            |                                                |

- 1 : G, Gardien de but ; D, Défenseur ; M, Milieu de terrain ; A, Attaquant
- 2 : Nationalité sportive, certains joueurs possédant une double-nationalité
- 3 : sélection la plus élevée obtenue

## Équipe-type
Il s'agit de la formation la plus courante rencontrée en championnat.

## Les rencontres de la saison

### Liste
| Match | Date         | Compétition     | Tour        | Adversaire      | Lieu ¹ | Score    | Class.   | Buteurs pour le Stade rennais |
| ----- | ------------ | --------------- | ----------- | --------------- | ------ | -------- | -------- | ----------------------------- |
| 1     | 21 août      | Division 1      | 1           | Toulouse        | D      | 3–2      | 6        | Bodez Faivre Brotons          |
| 2     | 27 août      | Division 1      | 2           | Lyon            | E      | 0–4      | 12       |                               |
| 3     | 4 septembre  | Division 1      | 3           | Reims           | D      | 2-2      | 10       | Gouès Siatka (csc)            |
| 4     | 11 septembre | Division 1      | 4           | Stade français  | E      | 1–3      | 15       | Brotons                       |
| 5     | 15 septembre | Division 1      | 5           | Troyes          | E      | 3–2      | 11       | Mahi Faivre                   |
| 6     | 18 septembre | Division 1      | 6           | Limoges         | D      | 3-2      | 8        | Mahi Faivre                   |
| 7     | 25 septembre | Division 1      | 7           | Grenoble        | D      | 1-0      | 4        | Faivre                        |
| 8     | 2 octobre    | Division 1      | 8           | Angers          | E      | 1–1      | 4        | Mahi                          |
| 9     | 9 octobre    | Division 1      | 9           | Nîmes           | E      | 0–1      | 8        |                               |
| 10    | 16 octobre   | Division 1      | 10          | Nancy           | D      | 1–0      | 5        | Faivre                        |
| 11    | 23 octobre   | Division 1      | 11          | Saint-Étienne   | E      | 3–1      | 4        | Mahi Faivre                   |
| 12    | 30 octobre   | Division 1      | 12          | Rouen           | D      | 0-0      | 4        |                               |
| 13    | 1er novembre | Division 1      | 13          | Lens            | E      | 1-3      | 7        | Bieganski (csc)               |
| 14    | 6 novembre   | Division 1      | 14          | Sedan           | D      | 2–0      | 5        | Mahi Brotons                  |
| 15    | 11 novembre  | Division 1      | 15          | Monaco          | E      | 0-3      | 7        |                               |
| 16    | 13 novembre  | Division 1      | 16          | RC Paris        | E      | 2-0      | 5        | Mahi                          |
| 17    | 20 novembre  | Division 1      | 17          | Nice            | D      | 1-2      | 9        | Fouillen                      |
| 18    | 27 novembre  | Division 1      | 18          | Valenciennes FC | E      | 0–1      | 9        |                               |
| 19    | 4 décembre   | Division 1      | 19          | Le Havre        | D      | 3–2      | 7        | Gaulon Fouillen Faivre        |
| 20    | 18 décembre  | Division 1      | 20          | Troyes          | D      | 2–2      | 8        | Hernas Faivre                 |
| 21    | 25 décembre  | Division 1      | 21          | Rouen           | E      | 0-1      | 8        |                               |
| 22    | 1er janvier  | Division 1      | 22          | Monaco          | D      | 1–3      | 11       | Faivre                        |
| 23    | 8 janvier    | Division 1      | 23          | RC Paris        | D      | 1–1      | 10       | Lebret                        |
| 24    | 15 janvier   | Coupe de France | 1/32 finale | USM Montargis   | N      | 0-1      | 0-1      |                               |
| 25    | 21 janvier   | Division 1      | 24          | Le Havre        | E      | 2-3      | 13       | Lavaud Gaulon                 |
| 26    | 28 janvier   | Division 1      | 25          | Sedan           | E      | 1-2      | 14       | Brotons                       |
| 27    | 5 février    | Division 1      | 26          | Saint-Étienne   | D      | 2–2      | 13       | Faivre                        |
| 28    | 12 février   | Coupe Drago     | 1er tour    | Metz            | E      | 1-3 a.p. | 1-3 a.p. | Brotons                       |
| 29    | 19 février   | Division 1      | 27          | Valenciennes FC | D      | 1-2      | 13       | Mahi                          |
| 30    | 26 février   | Division 1      | 28          | Limoges         | E      | 0–0      | 14       |                               |
| 31    | 12 mars      | Division 1      | 29          | Lens            | D      | 4-2      | 13       | Hernas Faivre                 |
| 32    | 19 mars      | Division 1      | 30          | Nice            | E      | 1–3      | 14       | Faivre                        |
| 33    | 9 avril      | Division 1      | 31          | Angers          | D      | 2-0      | 12       | Ascencio Faivre               |
| 34    | 23 avril     | Division 1      | 32          | Grenoble        | E      | 1–1      | 12       | Faivre                        |
| 35    | 30 avril     | Division 1      | 33          | Nîmes           | D      | 0–0      | 11       |                               |
| 36    | 11 mai       | Division 1      | 34          | Nancy           | E      | 0–2      | 14       |                               |
| 37    | 14 mai       | Division 1      | 35          | Lyon            | D      | 6–1      | 12       | Lavaud Hernas Mahi            |
| 38    | 20 mai       | Division 1      | 36          | Reims           | E      | 1–1      | 13       | Ziemczak                      |
| 39    | 28 mai       | Division 1      | 37          | Stade français  | D      | 0–2      | 13       |                               |
| 40    | 4 juin       | Division 1      | 38          | Toulouse        | E      | 0–2      | 14       |                               |

- 1 N : terrain neutre ; D : à domicile ; E : à l'extérieur ; drapeau : pays du lieu du match international

## Bilan des compétitions
| Compétition         | Vainqueur final | Débute au tour | Place ou tour final | Première rencontre | Dernière rencontre | Nombre |
| ------------------- | --------------- | -------------- | ------------------- | ------------------ | ------------------ | ------ |
| Division 1          | AS Monaco       | 1re journée    | 14e                 | 21 août 1960       | 4 juin 1961        | 38     |
| Coupe de France     | UA Sedan-Torcy  | 1/32 de finale | 1/32 de finale      | 16 janvier 1961    | 16 janvier 1961    | 1      |
| Coupe Charles Drago | AS Monaco       | 1er tour       | 1er tour            | 12 février 1961    | 12 février 1961    | 1      |

### Division 1

#### Classement
| Rang | Équipe         | Pts | J  | G  | N  | P  | Bp | Bc | Diff |
| ---- | -------------- | --- | -- | -- | -- | -- | -- | -- | ---- |
| 11   | Le Havre       | 36  | 38 | 13 | 10 | 15 | 61 | 62 | -1   |
| 12   | Toulouse       | 36  | 38 | 13 | 10 | 15 | 49 | 58 | -9   |
| 13   | Nice           | 34  | 38 | 13 | 8  | 17 | 66 | 73 | -7   |
| 14   | Rennes         | 34  | 38 | 12 | 10 | 16 | 52 | 59 | -7   |
| 15   | Lyon           | 34  | 38 | 13 | 8  | 17 | 60 | 71 | -11  |
| 16   | Stade français | 32  | 38 | 12 | 8  | 18 | 52 | 59 | -7   |
| 17   | Grenoble       | 31  | 38 | 8  | 15 | 15 | 47 | 55 | -8   |

#### Résultats
| Total  | Total  | Total | Total | Total | Total | Total | Total | Domicile | Domicile | Domicile | Domicile | Domicile | Domicile | Extérieur | Extérieur | Extérieur | Extérieur | Extérieur | Extérieur |
| Matchs | Points | V     | N     | D     | BP    | BC    | Diff. | V        | N        | D        | BP       | BC       | Diff.    | V         | N         | D         | BP        | BC        | Diff.     |
| ------ | ------ | ----- | ----- | ----- | ----- | ----- | ----- | -------- | -------- | -------- | -------- | -------- | -------- | --------- | --------- | --------- | --------- | --------- | --------- |
| 38     | 34     | 12    | 10    | 16    | 52    | 59    | -7    | 9        | 6        | 4        | 35       | 25       | +10      | 3         | 4         | 12        | 17        | 34        | -17       |

#### Résultats par journée
| Journée   | 01 | 02 | 03 | 04 | 05 | 06 | 07 | 08 | 09 | 10 | 11 | 12 | 13 | 14 | 15 | 16 | 17 | 18 | 19 | 20 | 21 | 22 | 23 | 24 | 25 | 26 | 27 | 28 | 29 | 30 | 31 | 32 | 33 | 34 | 35 | 36 | 37 | 38 |
| --------- | -- | -- | -- | -- | -- | -- | -- | -- | -- | -- | -- | -- | -- | -- | -- | -- | -- | -- | -- | -- | -- | -- | -- | -- | -- | -- | -- | -- | -- | -- | -- | -- | -- | -- | -- | -- | -- | -- |
| Terrain   | D  | E  | D  | E  | E  | D  | D  | E  | E  | D  | E  | D  | E  | D  | E  | E  | D  | E  | D  | D  | E  | D  | D  | E  | E  | D  | D  | E  | D  | E  | D  | E  | D  | E  | D  | E  | D  | E  |
| Résultats | V  | D  | N  | D  | V  | V  | V  | N  | D  | V  | V  | N  | D  | V  | D  | V  | D  | D  | V  | N  | D  | D  | N  | D  | D  | N  | D  | N  | V  | D  | V  | N  | N  | D  | V  | N  | D  | D  |
| Points    | 2  | 2  | 3  | 3  | 5  | 7  | 9  | 10 | 10 | 12 | 14 | 15 | 15 | 17 | 17 | 19 | 19 | 19 | 21 | 22 | 22 | 22 | 23 | 23 | 23 | 24 | 24 | 25 | 27 | 27 | 29 | 30 | 31 | 31 | 33 | 34 | 34 | 34 |
| Place     | 6  | 12 | 10 | 15 | 11 | 8  | 4  | 4  | 8  | 5  | 4  | 4  | 7  | 5  | 7  | 5  | 9  | 9  | 7  | 8  | 8  | 11 | 10 | 13 | 14 | 13 | 13 | 14 | 13 | 14 | 12 | 12 | 11 | 14 | 12 | 13 | 13 | 14 |

Source : Liste des rencontres

Terrain : D = Domicile ; E = Extérieur. Résultat: D = Défaite ; N = Nul ; V = Victoire.